# 64DD

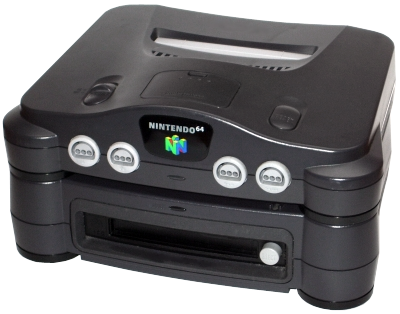
Konsola Nintendo 64 z akcesorium 64DD

64DD, w języku potocznym jako Nintendo 64DD – akcesorium będące stacją dyskietek do konsoli Nintendo 64, wyprodukowanej przez Nintendo. 
64DD po raz pierwszy zostało zaprezentowane szerszej publiczności w 1995 roku, na rok przed oficjalną premierą Nintendo 64 w roku 1996. Po licznych opóźnieniach zostało oficjalnie wydane jedynie w Japonii 1 grudnia 1999 roku. Nazwa składa się z dwóch członów: „64” – odnoszącym się do nazwy konsoli Nintendo 64, oraz do 64 megabajtów pamięci na dane, które posiadały dyskietki, jak i „DD”, będące skrótem angielskiego „Dynamic drive”, czyli „stacji o dużej prędkości działania”.
64DD miało na celu zwiększyć pojemność wykorzystywanych nośników. Kartridże używane w podstawowej wersji Nintendo 64 pozwalały na przechowanie od 12 do 16 MB danych, co w porównaniu do zyskujących na popularności w tamtym czasie płyt CD, pozwalających zgromadzić 700 MB danych, było wartością niemalże 60-krotnie niższą. Technologia kartridży przez wielu była uznawana za przestarzałą i mało funkcjonalną.
Dyskietki wykorzystywane przez akcesorium 64DD mogły pomieścić do 64 MB danych, co nie dorównywało płytom CD, jednak pozwoliło zwiększyć pierwotną pojemność nośnika danych ponad pięciokrotnie. 
Urządzenie okazało się być porażką i zostało wycofane z produkcji w 2001 roku. Większość planowych na akcesorium gier została anulowana lub przeportowana na konsolę GameCube.